# Bréhémont
Bréhémont [bʁeemɔ̃] ist eine französische Gemeinde mit 728 Einwohnern (Stand: 1. Januar 2022) im Département Indre-et-Loire in der Region Centre-Val de Loire. Sie gehört zum Arrondissement Tours und zum Kanton Chinon. Die Einwohner werden Bréhémontais genannt.

## Geographie
Bréhémont liegt in der Touraine an der Loire. Die Indre bildet die südliche Gemeindegrenze. Zwischen den beiden Flüssen verläuft der Vieux Cher, der im westlichen Gemeindegebiet in die Loire einmündet. Umgeben wird Bréhémont von den Nachbargemeinden Coteaux-sur-Loire im Norden und Westen, Langeais im Norden, La Chapelle-aux-Naux im Nordosten, Lignières-de-Touraine im Osten, Azay-le-Rideau im Osten und Südosten, Cheillé im Südosten, Rivarennes im Süden sowie Rigny-Ussé im Südwesten.

## Bevölkerungsentwicklung
| Jahr                       | 1962 | 1968 | 1975 | 1982 | 1990 | 1999 | 2006 | 2018 |
| Einwohner                  | 767  | 771  | 672  | 678  | 685  | 716  | 817  | 759  |
| Quellen: Cassini und INSEE |      |      |      |      |      |      |      |      |

## Sehenswürdigkeiten

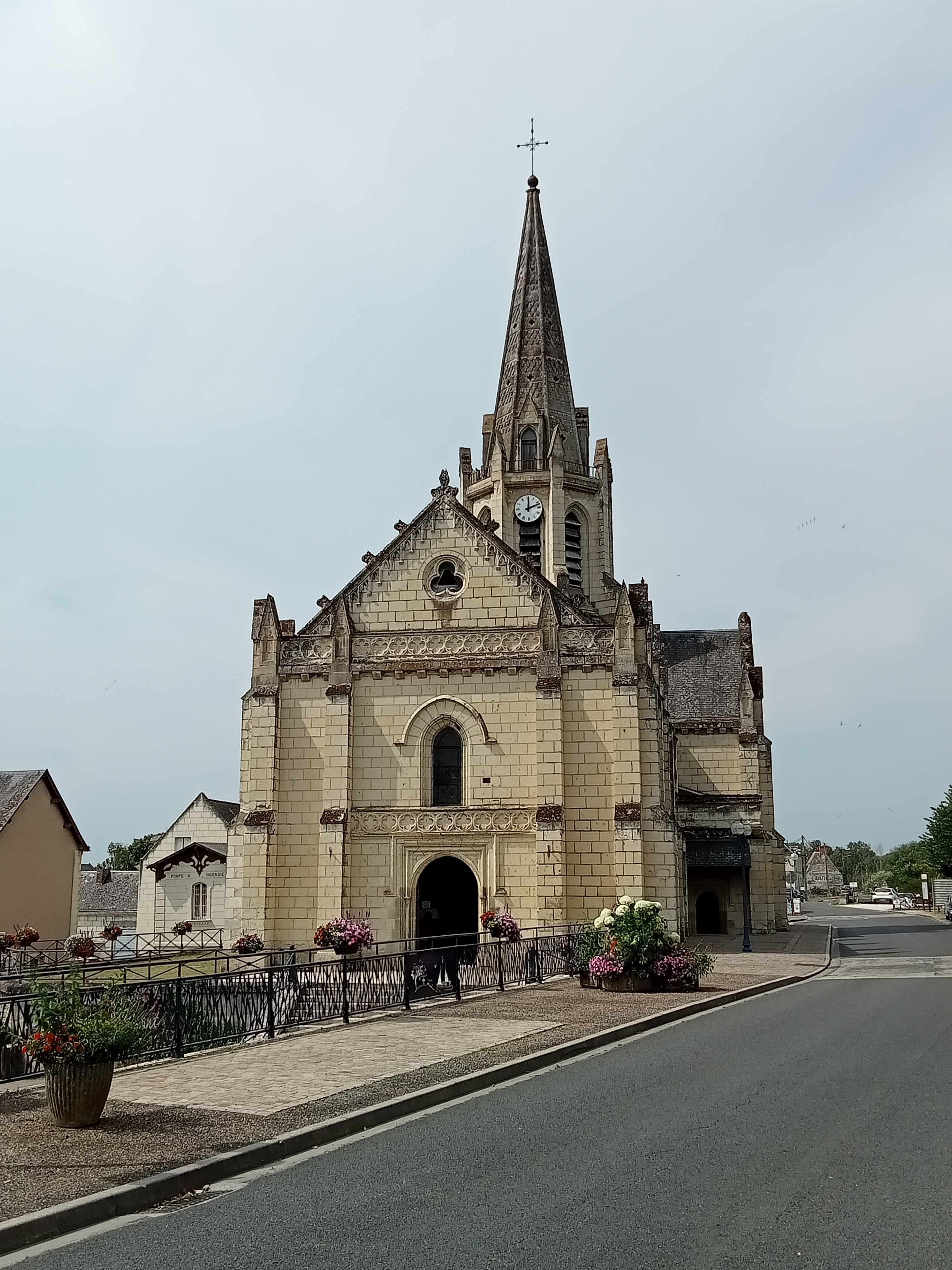
Kirche Sainte-Marie-Madelaine

- Kirche Sainte-Marie-Madelaine